# Pödelist
Pödelist este o comună în Saxonia-Anhalt, Germania.